# Grantagletsjer
De Grantagletsjer is een gletsjer in Nationaal park Noordoost-Groenland in het oosten van Groenland.

## Geografie
De gletsjer is noordwest-zuidoost georiënteerd en heeft een lengte van meer dan 20 kilometer. Ze is een zijtak van de Wordiegletsjer. Ze mondt in het zuidoosten uit in het Copelandfjord.
Ten noordoosten van de gletsjer ligt het Payerland en ten zuidwesten aan de andere kant van de Wordiegletsjer ligt het Stenoland.
Op meer dan tien kilometer naar het zuidwesten ligt ook de Irisgletsjer.